# Cuarteto de cuerda n.º 14 (Schubert)

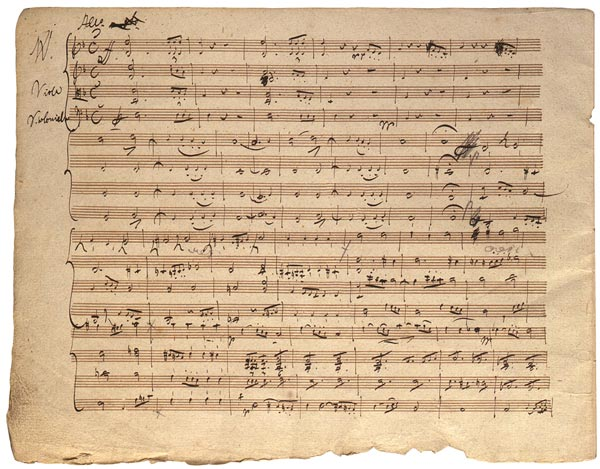
Manuscrito original del cuarteto.

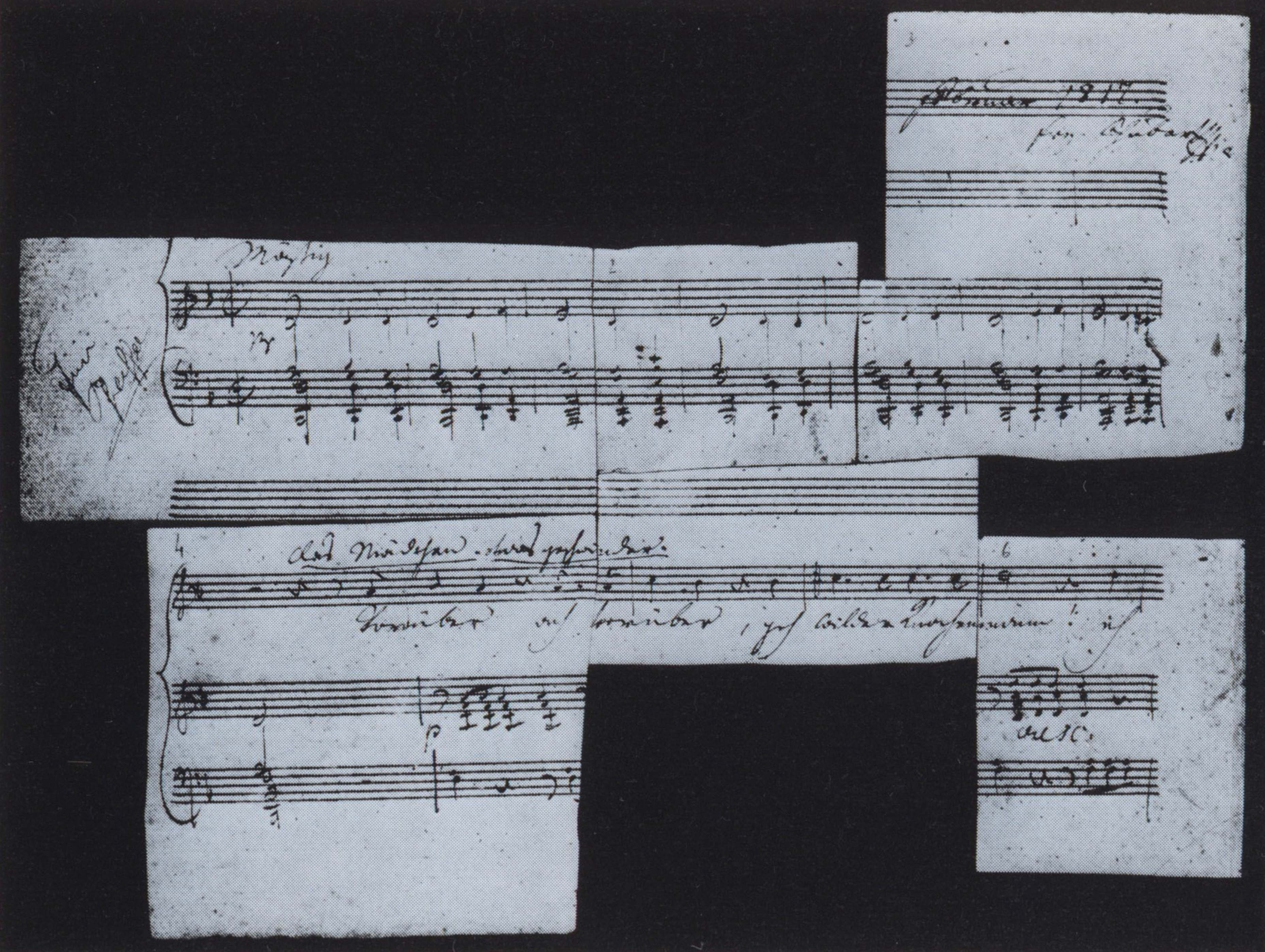
Manuscrito original del lied La muerte y la doncella.

El Cuarteto para cuerda, n.º 14 en re menor, D. 810, más conocido como La muerte y la doncella (Der Tod und das Mädchen en alemán), es un cuarteto para dos violines, viola y violonchelo, compuesto por Franz Schubert en 1824. Su duración es, dependiendo lógicamente de la interpretación, de entre 35 a 40 minutos. La pieza se divide en cuatro movimientos: 
1. Allegro
2. Andante con moto. 
3. Scherzo. Allegro molto. Trío
4. Presto

Para el tema principal se basó en un lied suyo anterior, titulado La muerte y la doncella, D. 531, con texto de Matthias Claudius, compuesto en el año 1817, y que incluyó en el segundo movimiento. 
El tema central es el de una joven moribunda cuyas reacciones ante la inminencia de su fin, ante la presencia de la muerte, componen el segundo movimiento y da nombre a toda la pieza. Schubert pasaba un periodo muy complicado de su vida, negando el amor y la amistad, preso de sífilis y terriblemente débil, y quedó reflejado en el carácter de esta obra.
Inicialmente no obtuvo éxito y no pudo encontrar editor. La obra se publicaría póstumamente en 1832, y fue divulgada gracias al violinista David Óistraj, que ya había difundido anteriormente otras composiciones de Schubert.
Gustav Mahler realizó una versión para orquesta de cuerda de esta obra, que en realidad es una orquestación del cuarteto, sin ninguna añadidura, variación o modificación.

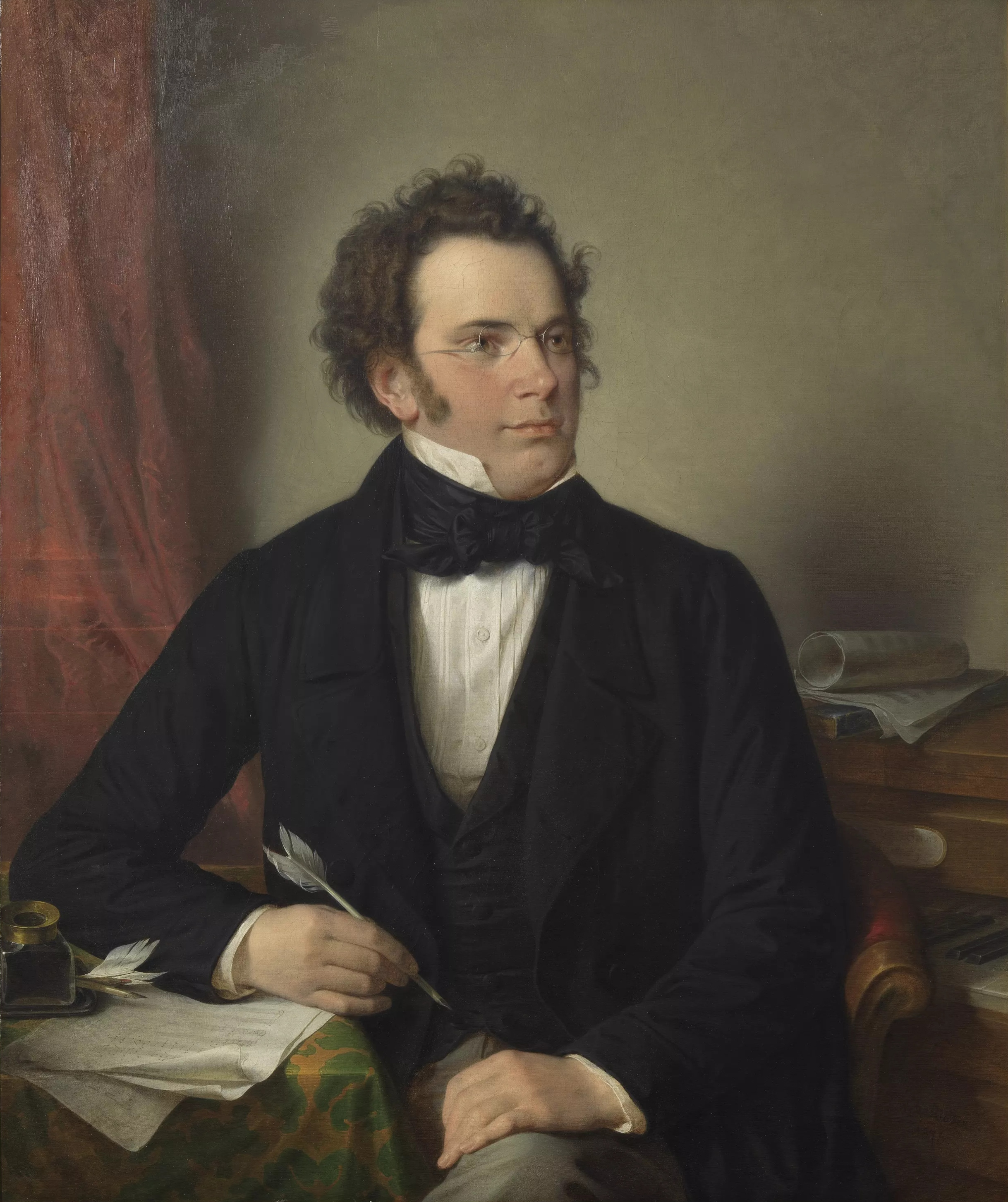
Franz Schubert en 1825 (pintura de Wilhelm August Rieder)

## Composición
1823 y 1824 fueron años difíciles para Schubert. Durante gran parte de 1823 estuvo enfermo, según creen algunos estudiosos, con un brote de sífilis en etapa terciaria, y en mayo tuvo que ser hospitalizado. Tampoco tenía dinero: había llegado a un acuerdo desastroso con Diabelli para publicar una serie de obras y casi no recibió ningún pago y su último intento de ópera, Fierrabras, fue un fracaso. En una carta a un amigo, escribió:
    Piense en un hombre cuya salud nunca podrá recuperarse y que por pura desesperación empeora las cosas en lugar de mejorarlas. Pensemos, digo, en un hombre cuyas más brillantes esperanzas han quedado en nada, para quien el amor y la amistad no son más que una tortura y cuyo entusiasmo por lo bello se está desvaneciendo rápidamente; y pregúntate si un hombre así no es realmente infeliz.
Sin embargo, a pesar de su mala salud, pobreza y depresión, Schubert continuó produciendo la gran música que lo convirtió en el favorito de la sociedad vienesa: el ciclo de canciones Die schöne Müllerin, el octeto para cuarteto de cuerda, contrabajo, clarinete, trompa y fagot, más de 20 canciones y numerosas piezas ligeras para piano.
Después de 1820, Schubert volvió a componer para cuarteto de cuerda, que había dejado por última vez cuando era adolescente. Escribió el Quartettsatz de un solo movimiento en 1820 y el Cuarteto Rosamunda en 1824 utilizando un tema de la música incidental que escribió para una obra que fracasó. Estos cuartetos son un gran paso adelante con respecto a sus intentos iniciales. Incluso Schubert reconoció este hecho. En julio de 1824, le escribió a su hermano Ferdinand sobre sus cuartetos anteriores: "sería mejor que tocaras a otros cuartetos además de los míos, porque no hay nada en ellos..." Hay varias cualidades que distinguen a estos cuartetos maduros de los intentos anteriores de Schubert. En los primeros cuartetos, es principalmente el primer violín el que lleva la melodía, mientras que los demás instrumentos desempeñan papeles secundarios; en los cuartetos posteriores, la escritura de las partes es mucho más avanzada y cada instrumento aporta su propio carácter y presencia, para una textura más compleja e integrada. Además, los cuartetos posteriores están estructuralmente mucho más integrados, con motivos, armonías y texturas recurrentes de una manera que une toda la obra y se han convertido en piezas básicas del repertorio para este conjunto instrumental.
Pero más allá de estas mejoras técnicas, Schubert en estas obras posteriores hizo suyo el medio del cuarteto. "Ya había dejado de escribir cuartetos por encargo, para estudios experimentales o para el círculo familiar", escribe Walter Willson Cobbett. "Para el artista independiente... el cuarteto de cuerda se había convertido ahora también en un vehículo para transmitir al mundo sus luchas internas." Para Schubert, que vivió una vida suspendida entre lo lírico, romántico, encantador y lo dramático y caótico y depresivo, el cuarteto de cuerda ofreció un medio "para reconciliar sus temas esencialmente líricos con su sentimiento de expresión dramática dentro de una forma que le brindaba la posibilidad de contrastes de color extremos", escribe el historiador de la música Homer Ulrich.
Schubert escribió el cuarteto en re menor en marzo de 1824, pocas semanas después de completar el Cuarteto en la menor, Rosamunda. Al parecer, planeaba publicar un volumen de cuartetos con tres piezas; pero Rosamunda se publicó al cabo de un año, mientras que el Cuarteto en re menor no fue publicado hasta 1831, tres años después de la muerte de Schubert, por Diabelli. Se tocó por primera vez en enero de 1826 en la casa vienesa de Karl y Franz Hacker, violinistas aficionados, aparentemente con Schubert en la viola.

Hans Baldung Grien La muerte y la doncella 1517

## Inspiración
El cuarteto toma su nombre del lied "Der Tod und das Mädchen", D 531, una adaptación del poema del mismo nombre de Matthias Claudius, que Schubert compuso en 1817. El tema de la canción forma la base del segundo movimiento del cuarteto. El tema es una sentencia de muerte que acompaña la canción sobre el terror y el consuelo de la muerte.
- La doncella:

"¡Oh! ¡Déjame! ¡Por favor, déjame! ¡Hombre espantoso de hueso!
Porque la vida es dulce, es placentera.
¡Vete! ¡Déjame ahora en paz!
¡Vete! ¡Déjame ahora en paz!"
- Muerte:

"¡Dame tu mano, oh! doncella hermosa de ver,
Porque soy tu amigo, nunca te he angustiado.
Anímate ahora y muy pronto.
¡En mis brazos descansarás dulcemente!"
Pero no es sólo este tema del cuarteto el que recuerda la muerte. La cita del lied "hace explícito el tema predominante de la obra, su visión sombría y sus presentimientos casi incesantes", escribe Andrew Clements. Desde la violenta apertura al unísono. El primer movimiento recorre una carrera implacable a través del terror, el dolor y la resignación, terminando con un acorde de re menor agonizante. "La lucha con la Muerte es el tema del primer movimiento y, en consecuencia, el andante se centra en las palabras de la Muerte", escribe Cobbett. Después de un movimiento de scherzo, con un trío que proporciona el único respiro lírico al estado de ánimo deprimente de la pieza, el cuarteto termina con una tarantela, la danza tradicional para protegerse de la locura y la muerte. "El final tiene definitivamente el carácter de una danza de la muerte; visiones espantosas giran al ritmo inexorable y uniforme de la tarantela", escribe Cobbett.
Tan fuerte es la asociación de la muerte con el cuarteto que algunos analistas lo consideran como música programática, más que absoluta. "El primer movimiento del Cuarteto de cuerda La muerte y la doncella de Schubert puede interpretarse de forma casi programática, aunque normalmente se lo considera una obra abstracta", escribe Deborah Kessler. El teólogo Frank Ruppert ve el cuarteto como una expresión musical de los mitos religiosos judeocristianos. "Este cuarteto, como tantas obras de Schubert, es una especie de paraliturgia", escribe. Cada movimiento trata sobre un episodio diferente en el proceso mítico de la muerte y la resurrección.

## Discografía
- Cuarteto Italiano, Philips, 1976, 426383-2
- Cuarteto Melos, Deutsche Grammophon, 463151-2